# Marnix (Name)
Marnix ist ein männlicher Vorname; außerdem kommt van Marnix als Familienname vor.

## Herkunft und Bedeutung
Der Vorname Marnix ist flämischer und niederländischer Herkunft. Er ist eigentlich ein Nachname (van Marnix), der dann als Vorname gebraucht wurde. Der Nachname leitet sich wiederum vom Dorf Marnix in der Gemeinde Nattages im französischen Département Ain her.

## Verbreitung
Der Name Marnix taucht in Deutschland seit 2010 ab und an in den Hitlisten auf. Er gilt aber als selten und wurde von 2010 bis 2023 rund 20 Mal gewählt. In der Schweiz tragen 14 Jungen den Namen (Stand 2023). Auch in Österreich kommt der Name sehr selten vor. Von 1984 bis 2023 wurde nur ein Junge so genannt.
Der Name wird in Belgien seit 1995 fast jedes Jahr bei der Namenswahl berücksichtigt, jedoch in einem eher geringen Volumen. Von 1995 bis 2023 wurde er circa 200 Mal vergeben. Die Vergabe des Namens ist ebenfalls in Schottland und Kanada nachgewiesen. Marnix ist in den Niederlanden ein geläufiger Name, der regelmäßig vergeben wird. Besonders beliebt war er von Anfang der 1970er Jahre bis zur Jahrtausendwende. Die beste Platzierung erzielte er im Jahr 1972 mit Rang 184. Danach ließ seine Beliebtheit nach. Zum Beispiel belegte er im Jahr 2010 nur noch Rang 420.

## Namensträger
- Marnix Gijsen (1899–1984), flämischer Autor

## Familienname van Marnix
- Jan van Marnix (1537/1538–1567), niederländischer Widerstandskämpfer
- Philips van Marnix (1540–1598), niederländischer Schriftsteller, Offizier und Politiker